# Incontri ufficiali della nazionale maschile di calcio della Repubblica Democratica Tedesca
Questa è la Cronologia completa delle partite ufficiali della Nazionale di calcio della Repubblica Democratica Tedesca dal 1952 al 1990.

## Partite dal 1952 al 1959
| Cronologia completa delle presenze e delle reti in nazionale ― Germania Est | Cronologia completa delle presenze e delle reti in nazionale ― Germania Est | Cronologia completa delle presenze e delle reti in nazionale ― Germania Est | Cronologia completa delle presenze e delle reti in nazionale ― Germania Est | Cronologia completa delle presenze e delle reti in nazionale ― Germania Est | Cronologia completa delle presenze e delle reti in nazionale ― Germania Est | Cronologia completa delle presenze e delle reti in nazionale ― Germania Est | Cronologia completa delle presenze e delle reti in nazionale ― Germania Est |
| Data                                                                        | Città                                                                       | In casa                                                                     | Risultato                                                                   | Ospiti                                                                      | Competizione                                                                | Reti                                                                        | Note                                                                        |
| --------------------------------------------------------------------------- | --------------------------------------------------------------------------- | --------------------------------------------------------------------------- | --------------------------------------------------------------------------- | --------------------------------------------------------------------------- | --------------------------------------------------------------------------- | --------------------------------------------------------------------------- | --------------------------------------------------------------------------- |
| 21-9-1952                                                                   | Varsavia                                                                    | Polonia                                                                     | 3 – 0                                                                       | Germania Est                                                                | Amichevole                                                                  | -                                                                           |                                                                             |
| 26-10-1952                                                                  | Bucarest                                                                    | Romania                                                                     | 3 – 1                                                                       | Germania Est                                                                | Amichevole                                                                  | -                                                                           |                                                                             |
| 14-6-1953                                                                   | Dresda                                                                      | Germania Est                                                                | 0 – 0                                                                       | Bulgaria                                                                    | Amichevole                                                                  | -                                                                           |                                                                             |
| 8-5-1954                                                                    | Berlino Est                                                                 | Germania Est                                                                | 0 – 1                                                                       | Romania                                                                     | Amichevole                                                                  | -                                                                           |                                                                             |
| 26-9-1954                                                                   | Rostock                                                                     | Germania Est                                                                | 0 – 1                                                                       | Polonia                                                                     | Amichevole                                                                  | -                                                                           |                                                                             |
| 24-10-1954                                                                  | Sofia                                                                       | Bulgaria                                                                    | 3 – 1                                                                       | Germania Est                                                                | Amichevole                                                                  | -                                                                           |                                                                             |
| 18-9-1955                                                                   | Bucarest                                                                    | Romania                                                                     | 2 – 3                                                                       | Germania Est                                                                | Amichevole                                                                  | -                                                                           |                                                                             |
| 20-11-1955                                                                  | Berlino Est                                                                 | Germania Est                                                                | 1 – 0                                                                       | Bulgaria                                                                    | Amichevole                                                                  | -                                                                           |                                                                             |
| 22-7-1956                                                                   | Chorzów                                                                     | Polonia                                                                     | 0 – 2                                                                       | Germania Est                                                                | Amichevole                                                                  | -                                                                           |                                                                             |
| 20-9-1956                                                                   | Karl-Marx Stadt                                                             | Germania Est                                                                | 3 – 1                                                                       | Indonesia                                                                   | Amichevole                                                                  | -                                                                           |                                                                             |
| 14-10-1956                                                                  | Sofia                                                                       | Bulgaria                                                                    | 3 – 1                                                                       | Germania Est                                                                | Amichevole                                                                  | -                                                                           |                                                                             |
| 10-3-1957                                                                   | Berlino Est                                                                 | Germania Est                                                                | 3 – 0                                                                       | Lussemburgo                                                                 | Amichevole                                                                  | -                                                                           |                                                                             |
| 19-5-1957                                                                   | Lipsia                                                                      | Germania Est                                                                | 2 – 1                                                                       | Galles                                                                      | Qual. Mondiali 1958                                                         | -                                                                           |                                                                             |
| 16-6-1957                                                                   | Brno                                                                        | Cecoslovacchia                                                              | 3 – 1                                                                       | Germania Est                                                                | Qual. Mondiali 1958                                                         | -                                                                           |                                                                             |
| 25-9-1957                                                                   | Cardiff                                                                     | Galles                                                                      | 4 – 1                                                                       | Germania Est                                                                | Qual. Mondiali 1958                                                         | -                                                                           |                                                                             |
| 27-10-1957                                                                  | Lipsia                                                                      | Germania Est                                                                | 1 – 4                                                                       | Cecoslovacchia                                                              | Qual. Mondiali 1958                                                         | -                                                                           |                                                                             |
| 1-5-1958                                                                    | Tirana                                                                      | Albania                                                                     | 1 – 1                                                                       | Germania Est                                                                | Amichevole                                                                  | -                                                                           |                                                                             |
| 28-6-1958                                                                   | Rostock                                                                     | Germania Est                                                                | 1 – 1                                                                       | Polonia                                                                     | Amichevole                                                                  | -                                                                           |                                                                             |
| 13-8-1958                                                                   | Oslo                                                                        | Norvegia                                                                    | 6 – 5                                                                       | Germania Est                                                                | Amichevole                                                                  | -                                                                           |                                                                             |
| 14-9-1958                                                                   | Lipsia                                                                      | Germania Est                                                                | 3 – 2                                                                       | Romania                                                                     | Amichevole                                                                  | -                                                                           |                                                                             |
| 5-10-1958                                                                   | Berlino Est                                                                 | Germania Est                                                                | 1 – 1                                                                       | Bulgaria                                                                    | Amichevole                                                                  | -                                                                           |                                                                             |
| 2-11-1958                                                                   | Lipsia                                                                      | Germania Est                                                                | 4 – 1                                                                       | Norvegia                                                                    | Amichevole                                                                  | -                                                                           |                                                                             |
| 11-2-1959                                                                   | Giacarta                                                                    | Indonesia                                                                   | 2 – 2                                                                       | Germania Est                                                                | Amichevole                                                                  | -                                                                           |                                                                             |
| 1-5-1959                                                                    | Dresda                                                                      | Germania Est                                                                | 0 – 1                                                                       | Ungheria                                                                    | Amichevole                                                                  | -                                                                           |                                                                             |
| 21-6-1959                                                                   | Berlino Est                                                                 | Germania Est                                                                | 0 – 2                                                                       | Portogallo                                                                  | Qual. Euro 1960                                                             | -                                                                           |                                                                             |
| 28-6-1959                                                                   | Porto                                                                       | Portogallo                                                                  | 3 – 2                                                                       | Germania Est                                                                | Qual. Euro 1960                                                             | -                                                                           |                                                                             |
| 12-8-1959                                                                   | Lipsia                                                                      | Germania Est                                                                | 2 – 1                                                                       | Cecoslovacchia                                                              | Amichevole                                                                  | -                                                                           |                                                                             |
| 6-9-1959                                                                    | Helsinki                                                                    | Finlandia                                                                   | 3 – 2                                                                       | Germania Est                                                                | Amichevole                                                                  | -                                                                           |                                                                             |
| Totale                                                                      |                                                                             | Presenze                                                                    | 28                                                                          |                                                                             | Reti                                                                        |                                                                             |                                                                             |

## Partite dal 1960 al 1990
| Cronologia completa delle presenze e delle reti in nazionale ― Germania Est | Cronologia completa delle presenze e delle reti in nazionale ― Germania Est | Cronologia completa delle presenze e delle reti in nazionale ― Germania Est | Cronologia completa delle presenze e delle reti in nazionale ― Germania Est | Cronologia completa delle presenze e delle reti in nazionale ― Germania Est | Cronologia completa delle presenze e delle reti in nazionale ― Germania Est | Cronologia completa delle presenze e delle reti in nazionale ― Germania Est | Cronologia completa delle presenze e delle reti in nazionale ― Germania Est |
| Data                                                                        | Città                                                                       | In casa                                                                     | Risultato                                                                   | Ospiti                                                                      | Competizione                                                                | Reti                                                                        | Note                                                                        |
| --------------------------------------------------------------------------- | --------------------------------------------------------------------------- | --------------------------------------------------------------------------- | --------------------------------------------------------------------------- | --------------------------------------------------------------------------- | --------------------------------------------------------------------------- | --------------------------------------------------------------------------- | --------------------------------------------------------------------------- |
| 10-7-1960                                                                   | Sofia                                                                       | Bulgaria                                                                    | 2 – 0                                                                       | Germania Est                                                                | Amichevole                                                                  | -                                                                           |                                                                             |
| 17-8-1960                                                                   | Lipsia                                                                      | Germania Est                                                                | 0 – 1                                                                       | Unione Sovietica                                                            | Amichevole                                                                  | -                                                                           |                                                                             |
| 30-10-1960                                                                  | Rostock                                                                     | Germania Est                                                                | 5 – 1                                                                       | Finlandia                                                                   | Amichevole                                                                  | -                                                                           |                                                                             |
| 4-12-1960                                                                   | Tunisi                                                                      | Tunisia                                                                     | 0 – 3                                                                       | Germania Est                                                                | Amichevole                                                                  | -                                                                           |                                                                             |
| 11-12-1960                                                                  | Casablanca                                                                  | Marocco                                                                     | 2 – 3                                                                       | Germania Est                                                                | Amichevole                                                                  | -                                                                           |                                                                             |
| 16-4-1961                                                                   | Budapest                                                                    | Ungheria                                                                    | 2 – 0                                                                       | Germania Est                                                                | Qual. Mondiali 1962                                                         | -                                                                           |                                                                             |
| 14-5-1961                                                                   | Lipsia                                                                      | Germania Est                                                                | 1 – 1                                                                       | Paesi Bassi                                                                 | Qual. Mondiali 1962                                                         | -                                                                           |                                                                             |
| 28-5-1961                                                                   | Copenaghen                                                                  | Danimarca                                                                   | 1 – 1                                                                       | Germania Est                                                                | Amichevole                                                                  | -                                                                           |                                                                             |
| 21-6-1961                                                                   | Erfurt                                                                      | Germania Est                                                                | 1 – 2                                                                       | Marocco                                                                     | Amichevole                                                                  | -                                                                           |                                                                             |
| 10-9-1961                                                                   | Berlino Est                                                                 | Germania Est                                                                | 2 – 3                                                                       | Ungheria                                                                    | Qual. Mondiali 1962                                                         | -                                                                           |                                                                             |
| 22-10-1961                                                                  | Breslavia                                                                   | Polonia                                                                     | 3 – 1                                                                       | Germania Est                                                                | Amichevole                                                                  | -                                                                           |                                                                             |
| 10-12-1961                                                                  | Casablanca                                                                  | Marocco                                                                     | 2 – 0                                                                       | Germania Est                                                                | Amichevole                                                                  | -                                                                           |                                                                             |
| 3-5-1962                                                                    | Mosca                                                                       | Unione Sovietica                                                            | 2 – 1                                                                       | Germania Est                                                                | Amichevole                                                                  | -                                                                           |                                                                             |
| 16-5-1962                                                                   | Belgrado                                                                    | Jugoslavia                                                                  | 3 – 1                                                                       | Germania Est                                                                | Amichevole                                                                  | -                                                                           |                                                                             |
| 23-5-1962                                                                   | Lipsia                                                                      | Germania Est                                                                | 4 – 1                                                                       | Danimarca                                                                   | Amichevole                                                                  | -                                                                           |                                                                             |
| 16-9-1962                                                                   | Lipsia                                                                      | Germania Est                                                                | 2 – 2                                                                       | Jugoslavia                                                                  | Amichevole                                                                  | -                                                                           |                                                                             |
| 14-10-1962                                                                  | Dresda                                                                      | Germania Est                                                                | 3 – 2                                                                       | Romania                                                                     | Amichevole                                                                  | -                                                                           |                                                                             |
| 21-11-1962                                                                  | Berlino Est                                                                 | Germania Est                                                                | 2 – 1                                                                       | Cecoslovacchia                                                              | Qual. Euro 1964                                                             | -                                                                           |                                                                             |
| 9-12-1962                                                                   | Bamako                                                                      | Mali                                                                        | 1 – 2                                                                       | Germania Est                                                                | Amichevole                                                                  | -                                                                           |                                                                             |
| 16-12-1962                                                                  | Conakry                                                                     | Guinea                                                                      | 2 – 2                                                                       | Germania Est                                                                | Amichevole                                                                  | -                                                                           |                                                                             |
| 31-3-1963                                                                   | Praga                                                                       | Cecoslovacchia                                                              | 1 – 1                                                                       | Germania Est                                                                | Qual. Euro 1964                                                             | -                                                                           |                                                                             |
| 12-5-1963                                                                   | Bucarest                                                                    | Romania                                                                     | 3 – 2                                                                       | Germania Est                                                                | Amichevole                                                                  | -                                                                           |                                                                             |
| 2-6-1963                                                                    | Lipsia                                                                      | Germania Est                                                                | 1 – 2                                                                       | Inghilterra                                                                 | Amichevole                                                                  | -                                                                           |                                                                             |
| 4-9-1963                                                                    | Magdeburgo                                                                  | Germania Est                                                                | 1 – 1                                                                       | Bulgaria                                                                    | Amichevole                                                                  | -                                                                           |                                                                             |
| 19-10-1963                                                                  | Berlino Est                                                                 | Germania Est                                                                | 1 – 2                                                                       | Ungheria                                                                    | Qual. Euro 1964                                                             | -                                                                           |                                                                             |
| 3-11-1963                                                                   | Budapest                                                                    | Ungheria                                                                    | 3 – 3                                                                       | Germania Est                                                                | Qual. Euro 1964                                                             | -                                                                           |                                                                             |
| 3-11-1963                                                                   | Yangon                                                                      | Birmania                                                                    | 1 – 5                                                                       | Germania Est                                                                | Amichevole                                                                  | -                                                                           |                                                                             |
| 12-1-1964                                                                   | Colombo                                                                     | Ceylon                                                                      | 1 – 12                                                                      | Germania Est                                                                | Amichevole                                                                  | -                                                                           |                                                                             |
| 23-2-1964                                                                   | Accra                                                                       | Ghana                                                                       | 3 – 0                                                                       | Germania Est                                                                | Amichevole                                                                  | -                                                                           |                                                                             |
| 3-1-1965                                                                    | Montevideo                                                                  | Uruguay                                                                     | 0 – 2                                                                       | Germania Est                                                                | Amichevole                                                                  | -                                                                           |                                                                             |
| 25-4-1965                                                                   | Vienna                                                                      | Austria                                                                     | 1 – 1                                                                       | Germania Est                                                                | Qual. Mondiali 1966                                                         | -                                                                           |                                                                             |
| 23-5-1965                                                                   | Lipsia                                                                      | Germania Est                                                                | 1 – 1                                                                       | Austria                                                                     | Qual. Mondiali 1966                                                         | -                                                                           |                                                                             |
| 4-9-1965                                                                    | Varna                                                                       | Bulgaria                                                                    | 3 – 2                                                                       | Germania Est                                                                | Amichevole                                                                  | -                                                                           |                                                                             |
| 9-10-1965                                                                   | Budapest                                                                    | Ungheria                                                                    | 3 – 2                                                                       | Germania Est                                                                | Qual. Mondiali 1966                                                         | -                                                                           |                                                                             |
| 31-10-1965                                                                  | Lipsia                                                                      | Germania Est                                                                | 1 – 0                                                                       | Austria                                                                     | Qual. Mondiali 1966                                                         | -                                                                           |                                                                             |
| 27-4-1966                                                                   | Lipsia                                                                      | Germania Est                                                                | 4 – 1                                                                       | Svezia                                                                      | Amichevole                                                                  | -                                                                           |                                                                             |
| 2-7-1966                                                                    | Lipsia                                                                      | Germania Est                                                                | 5 – 2                                                                       | Cile                                                                        | Amichevole                                                                  | -                                                                           |                                                                             |
| 4-9-1966                                                                    | Karl-Marx Stadt                                                             | Germania Est                                                                | 6 – 0                                                                       | Rep. Araba Unita                                                            | Amichevole                                                                  | -                                                                           |                                                                             |
| 11-9-1966                                                                   | Erfurt                                                                      | Germania Est                                                                | 2 – 0                                                                       | Polonia                                                                     | Amichevole                                                                  | -                                                                           |                                                                             |
| 21-9-1966                                                                   | Gera                                                                        | Germania Est                                                                | 2 – 0                                                                       | Romania                                                                     | Amichevole                                                                  | -                                                                           |                                                                             |
| 23-10-1966                                                                  | Mosca                                                                       | Unione Sovietica                                                            | 2 – 2                                                                       | Germania Est                                                                | Amichevole                                                                  | -                                                                           |                                                                             |
| 5-4-1967                                                                    | Lipsia                                                                      | Germania Est                                                                | 4 – 3                                                                       | Paesi Bassi                                                                 | Qual. Euro 1968                                                             | -                                                                           |                                                                             |
| 17-5-1967                                                                   | Helsingborg                                                                 | Svezia                                                                      | 0 – 1                                                                       | Germania Est                                                                | Amichevole                                                                  | -                                                                           |                                                                             |
| 4-6-1967                                                                    | Copenaghen                                                                  | Danimarca                                                                   | 1 – 1                                                                       | Germania Est                                                                | Qual. Euro 1968                                                             | -                                                                           |                                                                             |
| 13-9-1967                                                                   | Amsterdam                                                                   | Paesi Bassi                                                                 | 1 – 0                                                                       | Germania Est                                                                | Qual. Euro 1968                                                             | -                                                                           |                                                                             |
| 27-9-1967                                                                   | Budapest                                                                    | Ungheria                                                                    | 3 – 1                                                                       | Germania Est                                                                | Qual. Euro 1968                                                             | -                                                                           |                                                                             |
| 11-10-1967                                                                  | Lipsia                                                                      | Germania Est                                                                | 3 – 2                                                                       | Danimarca                                                                   | Qual. Euro 1968                                                             | -                                                                           |                                                                             |
| 29-10-1967                                                                  | Lipsia                                                                      | Germania Est                                                                | 1 – 0                                                                       | Ungheria                                                                    | Qual. Euro 1968                                                             | -                                                                           |                                                                             |
| 18-11-1967                                                                  | Berlino Est                                                                 | Germania Est                                                                | 1 – 0                                                                       | Romania                                                                     | Qual. Olimpiadi 1968                                                        | -                                                                           |                                                                             |
| 6-12-1967                                                                   | Bucarest                                                                    | Romania                                                                     | 0 – 1                                                                       | Germania Est                                                                | Qual. Olimpiadi 1968                                                        | -                                                                           |                                                                             |
| 2-2-1968                                                                    | Ñuñoa                                                                       | Cecoslovacchia                                                              | 2 – 2                                                                       | Germania Est                                                                | Torneo int. di Santiago                                                     | -                                                                           |                                                                             |
| 20-10-1968                                                                  | Stettino                                                                    | Polonia                                                                     | 1 – 1                                                                       | Germania Est                                                                | Amichevole                                                                  | -                                                                           |                                                                             |
| 29-3-1969                                                                   | Berlino Est                                                                 | Germania Est                                                                | 2 – 2                                                                       | Italia                                                                      | Qual. Mondiali 1970                                                         | -                                                                           |                                                                             |
| 16-4-1969                                                                   | Dresda                                                                      | Germania Est                                                                | 2 – 1                                                                       | Galles                                                                      | Qual. Mondiali 1970                                                         | -                                                                           |                                                                             |
| 22-6-1969                                                                   | Magdeburgo                                                                  | Germania Est                                                                | 0 – 1                                                                       | Cile                                                                        | Amichevole                                                                  | -                                                                           |                                                                             |
| 9-7-1969                                                                    | Rostock                                                                     | Germania Est                                                                | 7 – 0                                                                       | Rep. Araba Unita                                                            | Amichevole                                                                  | -                                                                           |                                                                             |
| 25-7-1969                                                                   | Lipsia                                                                      | Germania Est                                                                | 2 – 2                                                                       | Unione Sovietica                                                            | Amichevole                                                                  | -                                                                           |                                                                             |
| 22-10-1969                                                                  | Cardiff                                                                     | Galles                                                                      | 1 – 3                                                                       | Germania Est                                                                | Qual. Mondiali 1970                                                         | -                                                                           |                                                                             |
| 22-11-1969                                                                  | Napoli                                                                      | Italia                                                                      | 3 – 0                                                                       | Germania Est                                                                | Qual. Mondiali 1970                                                         | -                                                                           |                                                                             |
| 8-12-1969                                                                   | Baghdad                                                                     | Iraq                                                                        | 1 – 1                                                                       | Germania Est                                                                | Amichevole                                                                  | -                                                                           |                                                                             |
| 19-12-1969                                                                  | Il Cairo                                                                    | Rep. Araba Unita                                                            | 1 – 3                                                                       | Germania Est                                                                | Amichevole                                                                  | -                                                                           |                                                                             |
| 16-5-1970                                                                   | Cracovia                                                                    | Polonia                                                                     | 1 – 1                                                                       | Germania Est                                                                | Amichevole                                                                  | -                                                                           |                                                                             |
| 26-7-1970                                                                   | Jena                                                                        | Germania Est                                                                | 5 – 1                                                                       | Iraq                                                                        | Amichevole                                                                  | -                                                                           |                                                                             |
| 6-9-1970                                                                    | Rostock                                                                     | Germania Est                                                                | 5 – 0                                                                       | Polonia                                                                     | Amichevole                                                                  | -                                                                           |                                                                             |
| 11-11-1970                                                                  | Dresda                                                                      | Germania Est                                                                | 1 – 0                                                                       | Paesi Bassi                                                                 | Qual. Euro 1972                                                             | -                                                                           |                                                                             |
| 15-11-1970                                                                  | Lussemburgo                                                                 | Lussemburgo                                                                 | 0 – 5                                                                       | Germania Est                                                                | Qual. Euro 1972                                                             | -                                                                           |                                                                             |
| 25-11-1970                                                                  | Londra                                                                      | Inghilterra                                                                 | 3 – 1                                                                       | Germania Est                                                                | Amichevole                                                                  | -                                                                           |                                                                             |
| 2-2-1971                                                                    | Ñuñoa                                                                       | Cile                                                                        | 0 – 1                                                                       | Germania Est                                                                | Amichevole                                                                  | -                                                                           |                                                                             |
| 8-2-1971                                                                    | Montevideo                                                                  | Uruguay                                                                     | 0 – 3                                                                       | Germania Est                                                                | Amichevole                                                                  | -                                                                           |                                                                             |
| 10-2-1971                                                                   | Montevideo                                                                  | Uruguay                                                                     | 1 – 1                                                                       | Germania Est                                                                | Amichevole                                                                  | -                                                                           |                                                                             |
| 24-4-1971                                                                   | Gera                                                                        | Germania Est                                                                | 2 – 1                                                                       | Lussemburgo                                                                 | Qual. Euro 1972                                                             | -                                                                           |                                                                             |
| 9-5-1971                                                                    | Lipsia                                                                      | Germania Est                                                                | 1 – 2                                                                       | Jugoslavia                                                                  | Qual. Euro 1972                                                             | -                                                                           |                                                                             |
| 16-8-1971                                                                   | Guadalajara                                                                 | Messico                                                                     | 0 – 1                                                                       | Germania Est                                                                | Amichevole                                                                  | -                                                                           |                                                                             |
| 18-9-1971                                                                   | Lipsia                                                                      | Germania Est                                                                | 1 – 1                                                                       | Messico                                                                     | Amichevole                                                                  | -                                                                           |                                                                             |
| 25-9-1971                                                                   | Berlino Est                                                                 | Germania Est                                                                | 1 – 1                                                                       | Cecoslovacchia                                                              | Amichevole                                                                  | -                                                                           |                                                                             |
| 10-10-1971                                                                  | Rotterdam                                                                   | Paesi Bassi                                                                 | 3 – 2                                                                       | Germania Est                                                                | Qual. Euro 1972                                                             | -                                                                           |                                                                             |
| 16-10-1971                                                                  | Belgrado                                                                    | Jugoslavia                                                                  | 0 – 0                                                                       | Germania Est                                                                | Qual. Euro 1972                                                             | -                                                                           |                                                                             |
| 27-5-1972                                                                   | Lipsia                                                                      | Germania Est                                                                | 1 – 0                                                                       | Uruguay                                                                     | Amichevole                                                                  | -                                                                           |                                                                             |
| 31-5-1972                                                                   | Rostock                                                                     | Germania Est                                                                | 0 – 0                                                                       | Uruguay                                                                     | Amichevole                                                                  | -                                                                           |                                                                             |
| 28-8-1972                                                                   | Monaco di Baviera                                                           | Ghana                                                                       | 0 – 4                                                                       | Germania Est                                                                | Olimpiadi 1972                                                              | -                                                                           |                                                                             |
| 1-9-1972                                                                    | Norimberga                                                                  | Germania Est                                                                | 1 – 2                                                                       | Polonia                                                                     | Olimpiadi 1972                                                              | -                                                                           |                                                                             |
| 3-9-1972                                                                    | Passavia                                                                    | Germania Est                                                                | 0 – 2                                                                       | Ungheria                                                                    | Olimpiadi 1972                                                              | -                                                                           |                                                                             |
| 10-9-1972                                                                   | Monaco di Baviera                                                           | Germania Est                                                                | 2 – 2                                                                       | Unione Sovietica                                                            | Olimpiadi 1972                                                              | -                                                                           |                                                                             |
| 7-10-1972                                                                   | Dresda                                                                      | Germania Est                                                                | 5 – 0                                                                       | Finlandia                                                                   | Qual. Mondiali 1974                                                         | -                                                                           |                                                                             |
| 1-11-1972                                                                   | Bratislava                                                                  | Cecoslovacchia                                                              | 1 – 3                                                                       | Germania Est                                                                | Amichevole                                                                  | -                                                                           |                                                                             |
| 15-2-1973                                                                   | Bogotà                                                                      | Colombia                                                                    | 0 – 2                                                                       | Germania Est                                                                | Amichevole                                                                  | -                                                                           |                                                                             |
| 18-2-1973                                                                   | Quito                                                                       | Ecuador                                                                     | 1 – 1                                                                       | Germania Est                                                                | Amichevole                                                                  | -                                                                           |                                                                             |
| 7-4-1973                                                                    | Magdeburgo                                                                  | Germania Est                                                                | 2 – 0                                                                       | Albania                                                                     | Qual. Mondiali 1974                                                         | -                                                                           |                                                                             |
| 18-4-1973                                                                   | Anversa                                                                     | Belgio                                                                      | 3 – 0                                                                       | Germania Est                                                                | Amichevole                                                                  | -                                                                           |                                                                             |
| 16-5-1973                                                                   | Karl-Marx Stadt                                                             | Germania Est                                                                | 2 – 1                                                                       | Ungheria                                                                    | Amichevole                                                                  | -                                                                           |                                                                             |
| 27-5-1973                                                                   | Bucarest                                                                    | Romania                                                                     | 1 – 0                                                                       | Germania Est                                                                | Qual. Mondiali 1974                                                         | -                                                                           |                                                                             |
| 16-6-1973                                                                   | Tampere                                                                     | Finlandia                                                                   | 1 – 5                                                                       | Germania Est                                                                | Qual. Mondiali 1974                                                         | -                                                                           |                                                                             |
| 17-7-1973                                                                   | Reykjavík                                                                   | Islanda                                                                     | 1 – 2                                                                       | Germania Est                                                                | Amichevole                                                                  | -                                                                           |                                                                             |
| 19-7-1973                                                                   | Reykjavík                                                                   | Islanda                                                                     | 0 – 2                                                                       | Germania Est                                                                | Amichevole                                                                  | -                                                                           |                                                                             |
| 26-9-1973                                                                   | Lipsia                                                                      | Germania Est                                                                | 2 – 0                                                                       | Romania                                                                     | Qual. Mondiali 1974                                                         | -                                                                           |                                                                             |
| 17-10-1973                                                                  | Lipsia                                                                      | Germania Est                                                                | 1 – 0                                                                       | Unione Sovietica                                                            | Amichevole                                                                  | -                                                                           |                                                                             |
| 3-11-1973                                                                   | Tirana                                                                      | Albania                                                                     | 1 – 4                                                                       | Germania Est                                                                | Qual. Mondiali 1974                                                         | -                                                                           |                                                                             |
| 21-11-1973                                                                  | Budapest                                                                    | Ungheria                                                                    | 0 – 1                                                                       | Germania Est                                                                | Amichevole                                                                  | -                                                                           |                                                                             |
| 26-2-1974                                                                   | Tunisi                                                                      | Tunisia                                                                     | 0 – 4                                                                       | Germania Est                                                                | Amichevole                                                                  | -                                                                           |                                                                             |
| 29-2-1974                                                                   | Algeri                                                                      | Algeria                                                                     | 1 – 3                                                                       | Germania Est                                                                | Amichevole                                                                  | -                                                                           |                                                                             |
| 13-3-1974                                                                   | Berlino Est                                                                 | Germania Est                                                                | 1 – 0                                                                       | Belgio                                                                      | Amichevole                                                                  | -                                                                           |                                                                             |
| 27-3-1974                                                                   | Dresda                                                                      | Germania Est                                                                | 1 – 0                                                                       | Cecoslovacchia                                                              | Amichevole                                                                  | -                                                                           |                                                                             |
| 23-5-1974                                                                   | Rostock                                                                     | Germania Est                                                                | 1 – 0                                                                       | Norvegia                                                                    | Amichevole                                                                  | -                                                                           |                                                                             |
| 29-5-1974                                                                   | Lipsia                                                                      | Germania Est                                                                | 1 – 1                                                                       | Inghilterra                                                                 | Amichevole                                                                  | -                                                                           |                                                                             |
| 14-6-1974                                                                   | Amburgo                                                                     | Australia                                                                   | 0 – 2                                                                       | Germania Est                                                                | Mondiali 1974                                                               | -                                                                           |                                                                             |
| 18-6-1974                                                                   | Berlino Ovest                                                               | Cile                                                                        | 1 – 1                                                                       | Germania Est                                                                | Mondiali 1974                                                               | -                                                                           |                                                                             |
| 22-6-1974                                                                   | Amburgo                                                                     | Germania Ovest                                                              | 0 – 1                                                                       | Germania Est                                                                | Mondiali 1974                                                               | -                                                                           |                                                                             |
| 26-6-1974                                                                   | Hannover                                                                    | Brasile                                                                     | 1 – 0                                                                       | Germania Est                                                                | Mondiali 1974                                                               | -                                                                           |                                                                             |
| 30-6-1974                                                                   | Gelsenkirchen                                                               | Germania Est                                                                | 0 – 2                                                                       | Paesi Bassi                                                                 | Mondiali 1974                                                               | -                                                                           |                                                                             |
| 3-7-1974                                                                    | Gelsenkirchen                                                               | Argentina                                                                   | 1 – 1                                                                       | Germania Est                                                                | Mondiali 1974                                                               | -                                                                           |                                                                             |
| 4-9-1974                                                                    | Varsavia                                                                    | Polonia                                                                     | 1 – 3                                                                       | Germania Est                                                                | Amichevole                                                                  | -                                                                           |                                                                             |
| 25-9-1974                                                                   | Praga                                                                       | Cecoslovacchia                                                              | 3 – 1                                                                       | Germania Est                                                                | Amichevole                                                                  | -                                                                           |                                                                             |
| 9-10-1974                                                                   | Francoforte sull'Oder                                                       | Germania Est                                                                | 2 – 0                                                                       | Canada                                                                      | Amichevole                                                                  | -                                                                           |                                                                             |
| 12-10-1974                                                                  | Magdeburgo                                                                  | Germania Est                                                                | 1 – 1                                                                       | Islanda                                                                     | Qual. Euro 1976                                                             | -                                                                           |                                                                             |
| 30-10-1974                                                                  | Glasgow                                                                     | Scozia                                                                      | 3 – 0                                                                       | Germania Est                                                                | Amichevole                                                                  | -                                                                           |                                                                             |
| 16-11-1974                                                                  | Parigi                                                                      | Francia                                                                     | 2 – 2                                                                       | Germania Est                                                                | Qual. Euro 1976                                                             | -                                                                           |                                                                             |
| 7-12-1974                                                                   | Lipsia                                                                      | Germania Est                                                                | 0 – 0                                                                       | Belgio                                                                      | Qual. Euro 1976                                                             | -                                                                           |                                                                             |
| 26-3-1975                                                                   | Berlino Est                                                                 | Germania Est                                                                | 0 – 0                                                                       | Bulgaria                                                                    | Amichevole                                                                  | -                                                                           |                                                                             |
| 28-5-1975                                                                   | Halle                                                                       | Germania Est                                                                | 1 – 2                                                                       | Polonia                                                                     | Amichevole                                                                  | -                                                                           |                                                                             |
| 5-6-1975                                                                    | Reykjavík                                                                   | Islanda                                                                     | 2 – 1                                                                       | Germania Est                                                                | Qual. Euro 1976                                                             | -                                                                           |                                                                             |
| 29-7-1975                                                                   | Toronto                                                                     | Canada                                                                      | 0 – 3                                                                       | Germania Est                                                                | Amichevole                                                                  | -                                                                           |                                                                             |
| 31-7-1975                                                                   | Ottawa                                                                      | Canada                                                                      | 1 – 7                                                                       | Germania Est                                                                | Amichevole                                                                  | -                                                                           |                                                                             |
| 3-9-1975                                                                    | Mosca                                                                       | Unione Sovietica                                                            | 0 – 0                                                                       | Germania Est                                                                | Amichevole                                                                  | -                                                                           |                                                                             |
| 27-9-1975                                                                   | Anderlecht                                                                  | Belgio                                                                      | 1 – 2                                                                       | Germania Est                                                                | Qual. Euro 1976                                                             | -                                                                           |                                                                             |
| 12-10-1975                                                                  | Lipsia                                                                      | Germania Est                                                                | 2 – 1                                                                       | Francia                                                                     | Qual. Euro 1976                                                             | -                                                                           |                                                                             |
| 19-11-1975                                                                  | Brno                                                                        | Cecoslovacchia                                                              | 1 – 1                                                                       | Germania Est                                                                | Qual. Olimpiadi 1976                                                        | -                                                                           |                                                                             |
| 7-4-1976                                                                    | Lipsia                                                                      | Germania Est                                                                | 0 – 0                                                                       | Cecoslovacchia                                                              | Qual. Olimpiadi 1976                                                        | -                                                                           |                                                                             |
| 21-4-1976                                                                   | Cottbus                                                                     | Germania Est                                                                | 5 – 0                                                                       | Algeria                                                                     | Amichevole                                                                  | -                                                                           |                                                                             |
| 27-7-1976                                                                   | Montréal                                                                    | Germania Est                                                                | 2 – 1                                                                       | Unione Sovietica                                                            | Olimpiadi 1976                                                              | -                                                                           |                                                                             |
| 31-7-1976                                                                   | Montréal                                                                    | Germania Est                                                                | 3 – 1                                                                       | Polonia                                                                     | Olimpiadi 1976                                                              | -                                                                           |                                                                             |
| 22-9-1976                                                                   | Berlino Est                                                                 | Germania Est                                                                | 1 – 1                                                                       | Ungheria                                                                    | Amichevole                                                                  | -                                                                           |                                                                             |
| 27-10-1976                                                                  | Sliven                                                                      | Bulgaria                                                                    | 0 – 4                                                                       | Germania Est                                                                | Amichevole                                                                  | -                                                                           |                                                                             |
| 17-11-1976                                                                  | Dresda                                                                      | Germania Est                                                                | 1 – 1                                                                       | Turchia                                                                     | Qual. Mondiali 1978                                                         | -                                                                           |                                                                             |
| 2-4-1977                                                                    | Gżira                                                                       | Malta                                                                       | 0 – 1                                                                       | Germania Est                                                                | Qual. Mondiali 1978                                                         | -                                                                           |                                                                             |
| 27-4-1977                                                                   | Bucarest                                                                    | Romania                                                                     | 1 – 1                                                                       | Germania Est                                                                | Amichevole                                                                  | -                                                                           |                                                                             |
| 12-7-1977                                                                   | Buenos Aires                                                                | Argentina                                                                   | 2 – 0                                                                       | Germania Est                                                                | Amichevole                                                                  | -                                                                           |                                                                             |
| 28-7-1977                                                                   | Lipsia                                                                      | Germania Est                                                                | 2 – 1                                                                       | Unione Sovietica                                                            | Amichevole                                                                  | -                                                                           |                                                                             |
| 17-8-1977                                                                   | Solna                                                                       | Svezia                                                                      | 0 – 1                                                                       | Germania Est                                                                | Amichevole                                                                  | -                                                                           |                                                                             |
| 7-9-1977                                                                    | Berlino Est                                                                 | Germania Est                                                                | 1 – 0                                                                       | Scozia                                                                      | Amichevole                                                                  | -                                                                           |                                                                             |
| 24-9-1977                                                                   | Vienna                                                                      | Austria                                                                     | 1 – 1                                                                       | Germania Est                                                                | Qual. Mondiali 1978                                                         | -                                                                           |                                                                             |
| 12-10-1977                                                                  | Lipsia                                                                      | Germania Est                                                                | 1 – 1                                                                       | Austria                                                                     | Qual. Mondiali 1978                                                         | -                                                                           |                                                                             |
| 29-10-1977                                                                  | Potsdam                                                                     | Germania Est                                                                | 9 – 0                                                                       | Malta                                                                       | Qual. Mondiali 1978                                                         | -                                                                           |                                                                             |
| 16-11-1977                                                                  | Smirne                                                                      | Turchia                                                                     | 1 – 2                                                                       | Germania Est                                                                | Qual. Mondiali 1978                                                         | -                                                                           |                                                                             |
| 8-3-1978                                                                    | Karl-Marx Stadt                                                             | Germania Est                                                                | 3 – 1                                                                       | Svizzera                                                                    | Amichevole                                                                  | -                                                                           |                                                                             |
| 4-4-1978                                                                    | Lipsia                                                                      | Germania Est                                                                | 0 – 1                                                                       | Svezia                                                                      | Amichevole                                                                  | -                                                                           |                                                                             |
| 19-4-1978                                                                   | Magdeburgo                                                                  | Germania Est                                                                | 0 – 0                                                                       | Belgio                                                                      | Amichevole                                                                  | -                                                                           |                                                                             |
| 30-8-1978                                                                   | Erfurt                                                                      | Germania Est                                                                | 2 – 2                                                                       | Bulgaria                                                                    | Amichevole                                                                  | -                                                                           |                                                                             |
| 6-9-1978                                                                    | Lipsia                                                                      | Germania Est                                                                | 2 – 1                                                                       | Cecoslovacchia                                                              | Amichevole                                                                  | -                                                                           |                                                                             |
| 4-10-1978                                                                   | Halle                                                                       | Germania Est                                                                | 3 – 1                                                                       | Islanda                                                                     | Qual. Euro 1980                                                             | -                                                                           |                                                                             |
| 15-11-1978                                                                  | Rotterdam                                                                   | Paesi Bassi                                                                 | 3 – 0                                                                       | Germania Est                                                                | Qual. Euro 1980                                                             | -                                                                           |                                                                             |
| 9-2-1979                                                                    | Baghdad                                                                     | Iraq                                                                        | 1 – 1                                                                       | Germania Est                                                                | Amichevole                                                                  | -                                                                           |                                                                             |
| 11-2-1979                                                                   | Baghdad                                                                     | Iraq                                                                        | 2 – 1                                                                       | Germania Est                                                                | Amichevole                                                                  | -                                                                           |                                                                             |
| 28-2-1979                                                                   | Burgas                                                                      | Bulgaria                                                                    | 1 – 0                                                                       | Germania Est                                                                | Amichevole                                                                  | -                                                                           |                                                                             |
| 28-3-1979                                                                   | Budapest                                                                    | Ungheria                                                                    | 3 – 0                                                                       | Germania Est                                                                | Amichevole                                                                  | -                                                                           |                                                                             |
| 18-4-1979                                                                   | Lipsia                                                                      | Germania Est                                                                | 2 – 1                                                                       | Polonia                                                                     | Qual. Euro 1980                                                             | -                                                                           |                                                                             |
| 5-5-1979                                                                    | San Gallo                                                                   | Svizzera                                                                    | 0 – 2                                                                       | Germania Est                                                                | Qual. Euro 1980                                                             | -                                                                           |                                                                             |
| 1-6-1979                                                                    | Berlino Est                                                                 | Germania Est                                                                | 1 – 0                                                                       | Romania                                                                     | Amichevole                                                                  | -                                                                           |                                                                             |
| 5-9-1979                                                                    | Mosca                                                                       | Unione Sovietica                                                            | 1 – 0                                                                       | Germania Est                                                                | Amichevole                                                                  | -                                                                           |                                                                             |
| 12-9-1979                                                                   | Reykjavík                                                                   | Islanda                                                                     | 0 – 3                                                                       | Germania Est                                                                | Qual. Euro 1980                                                             | -                                                                           |                                                                             |
| 26-9-1979                                                                   | Chorzów                                                                     | Polonia                                                                     | 1 – 1                                                                       | Germania Est                                                                | Qual. Euro 1980                                                             | -                                                                           |                                                                             |
| 13-10-1979                                                                  | Berlino Est                                                                 | Germania Est                                                                | 5 – 1                                                                       | Svizzera                                                                    | Qual. Euro 1980                                                             | -                                                                           |                                                                             |
| 21-11-1979                                                                  | Lipsia                                                                      | Germania Est                                                                | 2 – 3                                                                       | Paesi Bassi                                                                 | Qual. Euro 1980                                                             | -                                                                           |                                                                             |
| 13-2-1980                                                                   | Malaga                                                                      | Spagna                                                                      | 0 – 1                                                                       | Germania Est                                                                | Amichevole                                                                  | -                                                                           |                                                                             |
| 2-4-1980                                                                    | Bucarest                                                                    | Romania                                                                     | 2 – 2                                                                       | Germania Est                                                                | Amichevole                                                                  | -                                                                           |                                                                             |
| 16-4-1980                                                                   | Lipsia                                                                      | Germania Est                                                                | 2 – 0                                                                       | Grecia                                                                      | Amichevole                                                                  | -                                                                           |                                                                             |
| 7-5-1980                                                                    | Rostock                                                                     | Germania Est                                                                | 2 – 2                                                                       | Unione Sovietica                                                            | Amichevole                                                                  | -                                                                           |                                                                             |
| 8-10-1980                                                                   | Praga                                                                       | Cecoslovacchia                                                              | 0 – 1                                                                       | Germania Est                                                                | Amichevole                                                                  | -                                                                           |                                                                             |
| 15-10-1980                                                                  | Lipsia                                                                      | Germania Est                                                                | 0 – 0                                                                       | Spagna                                                                      | Amichevole                                                                  | -                                                                           |                                                                             |
| 19-11-1980                                                                  | Halle                                                                       | Germania Est                                                                | 2 – 0                                                                       | Ungheria                                                                    | Amichevole                                                                  | -                                                                           |                                                                             |
| 4-4-1981                                                                    | Gżira                                                                       | Malta                                                                       | 1 – 2                                                                       | Germania Est                                                                | Qual. Mondiali 1982                                                         | -                                                                           |                                                                             |
| 19-4-1981                                                                   | Udine                                                                       | Italia                                                                      | 0 – 0                                                                       | Germania Est                                                                | Amichevole                                                                  | -                                                                           |                                                                             |
| 2-5-1981                                                                    | Chorzów                                                                     | Polonia                                                                     | 1 – 0                                                                       | Germania Est                                                                | Qual. Mondiali 1982                                                         | -                                                                           |                                                                             |
| 19-5-1981                                                                   | Senftenberg                                                                 | Germania Est                                                                | 5 – 0                                                                       | Cuba                                                                        | Amichevole                                                                  | -                                                                           |                                                                             |
| 10-10-1981                                                                  | Lipsia                                                                      | Germania Est                                                                | 2 – 3                                                                       | Polonia                                                                     | Qual. Mondiali 1982                                                         | -                                                                           |                                                                             |
| 11-11-1981                                                                  | Jena                                                                        | Germania Est                                                                | 5 – 0                                                                       | Malta                                                                       | Qual. Mondiali 1982                                                         | -                                                                           |                                                                             |
| 26-1-1982                                                                   | Natal                                                                       | Brasile                                                                     | 3 – 1                                                                       | Germania Est                                                                | Amichevole                                                                  | -                                                                           |                                                                             |
| 10-2-1982                                                                   | Atene                                                                       | Grecia                                                                      | 0 – 1                                                                       | Germania Est                                                                | Amichevole                                                                  | -                                                                           |                                                                             |
| 2-3-1982                                                                    | Baghdad                                                                     | Iraq                                                                        | 0 – 0                                                                       | Germania Est                                                                | Amichevole                                                                  | -                                                                           |                                                                             |
| 14-4-1982                                                                   | Lipsia                                                                      | Germania Est                                                                | 1 – 0                                                                       | Italia                                                                      | Amichevole                                                                  | -                                                                           |                                                                             |
| 5-5-1982                                                                    | Mosca                                                                       | Unione Sovietica                                                            | 1 – 0                                                                       | Germania Est                                                                | Amichevole                                                                  | -                                                                           |                                                                             |
| 19-5-1982                                                                   | Halmstad                                                                    | Svezia                                                                      | 2 – 2                                                                       | Germania Est                                                                | Amichevole                                                                  | -                                                                           |                                                                             |
| 8-9-1982                                                                    | Reykjavík                                                                   | Islanda                                                                     | 0 – 1                                                                       | Germania Est                                                                | Amichevole                                                                  | -                                                                           |                                                                             |
| 22-9-1982                                                                   | Burgas                                                                      | Bulgaria                                                                    | 2 – 2                                                                       | Germania Est                                                                | Amichevole                                                                  | -                                                                           |                                                                             |
| 13-10-1982                                                                  | Glasgow                                                                     | Scozia                                                                      | 2 – 0                                                                       | Germania Est                                                                | Qual. Euro 1984                                                             | -                                                                           |                                                                             |
| 17-11-1982                                                                  | Karl-Marx Stadt                                                             | Germania Est                                                                | 4 – 1                                                                       | Romania                                                                     | Amichevole                                                                  | -                                                                           |                                                                             |
| 10-2-1983                                                                   | Tunisi                                                                      | Tunisia                                                                     | 0 – 2                                                                       | Germania Est                                                                | Amichevole                                                                  | -                                                                           |                                                                             |
| 23-2-1983                                                                   | Dresda                                                                      | Germania Est                                                                | 2 – 1                                                                       | Grecia                                                                      | Amichevole                                                                  | -                                                                           |                                                                             |
| 16-3-1983                                                                   | Magdeburgo                                                                  | Germania Est                                                                | 3 – 1                                                                       | Finlandia                                                                   | Amichevole                                                                  | -                                                                           |                                                                             |
| 30-3-1983                                                                   | Lipsia                                                                      | Germania Est                                                                | 1 – 2                                                                       | Belgio                                                                      | Qual. Euro 1984                                                             | -                                                                           |                                                                             |
| 13-4-1983                                                                   | Gera                                                                        | Germania Est                                                                | 3 – 1                                                                       | Bulgaria                                                                    | Amichevole                                                                  | -                                                                           |                                                                             |
| 27-4-1983                                                                   | Bruxelles                                                                   | Belgio                                                                      | 2 – 1                                                                       | Germania Est                                                                | Qual. Euro 1984                                                             | -                                                                           |                                                                             |
| 14-5-1983                                                                   | Berna                                                                       | Svizzera                                                                    | 0 – 0                                                                       | Germania Est                                                                | Qual. Euro 1984                                                             | -                                                                           |                                                                             |
| 26-7-1983                                                                   | Lipsia                                                                      | Germania Est                                                                | 1 – 3                                                                       | Unione Sovietica                                                            | Amichevole                                                                  | -                                                                           |                                                                             |
| 24-8-1983                                                                   | Bucarest                                                                    | Romania                                                                     | 1 – 0                                                                       | Germania Est                                                                | Amichevole                                                                  | -                                                                           |                                                                             |
| 12-10-1983                                                                  | Berlino Est                                                                 | Germania Est                                                                | 3 – 0                                                                       | Svizzera                                                                    | Qual. Euro 1984                                                             | -                                                                           |                                                                             |
| 16-11-1983                                                                  | Halle                                                                       | Germania Est                                                                | 2 – 1                                                                       | Scozia                                                                      | Qual. Euro 1984                                                             | -                                                                           |                                                                             |
| 15-2-1984                                                                   | Amarousio                                                                   | Grecia                                                                      | 1 – 3                                                                       | Germania Est                                                                | Amichevole                                                                  | -                                                                           |                                                                             |
| 28-3-1984                                                                   | Erfurt                                                                      | Germania Est                                                                | 2 – 1                                                                       | Cecoslovacchia                                                              | Amichevole                                                                  | -                                                                           |                                                                             |
| 11-8-1984                                                                   | Berlino Est                                                                 | Germania Est                                                                | 1 – 1                                                                       | Messico                                                                     | Amichevole                                                                  | -                                                                           |                                                                             |
| 29-8-1984                                                                   | Gera                                                                        | Germania Est                                                                | 2 – 1                                                                       | Romania                                                                     | Amichevole                                                                  | -                                                                           |                                                                             |
| 12-9-1984                                                                   | Zwickau                                                                     | Germania Est                                                                | 1 – 0                                                                       | Grecia                                                                      | Amichevole                                                                  | -                                                                           |                                                                             |
| 12-9-1984                                                                   | Londra                                                                      | Inghilterra                                                                 | 1 – 0                                                                       | Germania Est                                                                | Amichevole                                                                  | -                                                                           |                                                                             |
| 10-10-1984                                                                  | Aue                                                                         | Germania Est                                                                | 5 – 2                                                                       | Algeria                                                                     | Amichevole                                                                  | -                                                                           |                                                                             |
| 20-10-1984                                                                  | Lipsia                                                                      | Germania Est                                                                | 2 – 3                                                                       | Jugoslavia                                                                  | Qual. Mondiali 1986                                                         | -                                                                           |                                                                             |
| 17-11-1984                                                                  | Esch-sur-Alzette                                                            | Lussemburgo                                                                 | 0 – 5                                                                       | Germania Est                                                                | Qual. Mondiali 1986                                                         | -                                                                           |                                                                             |
| 8-12-1984                                                                   | Parigi                                                                      | Francia                                                                     | 2 – 0                                                                       | Germania Est                                                                | Qual. Mondiali 1986                                                         | -                                                                           |                                                                             |
| 29-1-1985                                                                   | Montevideo                                                                  | Uruguay                                                                     | 3 – 0                                                                       | Germania Est                                                                | Amichevole                                                                  | -                                                                           |                                                                             |
| 6-2-1985                                                                    | Guayaquil                                                                   | Ecuador                                                                     | 2 – 3                                                                       | Germania Est                                                                | Amichevole                                                                  | -                                                                           |                                                                             |
| 13-3-1985                                                                   | Batna                                                                       | Algeria                                                                     | 1 – 1                                                                       | Germania Est                                                                | Amichevole                                                                  | -                                                                           |                                                                             |
| 6-4-1985                                                                    | Sofia                                                                       | Bulgaria                                                                    | 1 – 0                                                                       | Germania Est                                                                | Qual. Mondiali 1986                                                         | -                                                                           |                                                                             |
| 17-4-1985                                                                   | Francoforte sull'Oder                                                       | Germania Est                                                                | 1 – 0                                                                       | Norvegia                                                                    | Amichevole                                                                  | -                                                                           |                                                                             |
| 8-5-1985                                                                    | Copenaghen                                                                  | Danimarca                                                                   | 4 – 1                                                                       | Germania Est                                                                | Amichevole                                                                  | -                                                                           |                                                                             |
| 18-5-1985                                                                   | Potsdam                                                                     | Germania Est                                                                | 3 – 1                                                                       | Lussemburgo                                                                 | Qual. Mondiali 1986                                                         | -                                                                           |                                                                             |
| 14-8-1985                                                                   | Oslo                                                                        | Norvegia                                                                    | 0 – 1                                                                       | Germania Est                                                                | Amichevole                                                                  | -                                                                           |                                                                             |
| 11-9-1985                                                                   | Lipsia                                                                      | Germania Est                                                                | 2 – 0                                                                       | Francia                                                                     | Qual. Mondiali 1986                                                         | -                                                                           |                                                                             |
| 28-9-1985                                                                   | Belgrado                                                                    | Jugoslavia                                                                  | 1 – 2                                                                       | Germania Est                                                                | Qual. Mondiali 1986                                                         | -                                                                           |                                                                             |
| 16-10-1985                                                                  | Glasgow                                                                     | Scozia                                                                      | 0 – 0                                                                       | Germania Est                                                                | Amichevole                                                                  | -                                                                           |                                                                             |
| 16-11-1985                                                                  | Karl-Marx Stadt                                                             | Germania Est                                                                | 2 – 1                                                                       | Bulgaria                                                                    | Qual. Mondiali 1986                                                         | -                                                                           |                                                                             |
| 14-2-1986                                                                   | San José del Cabo                                                           | Messico                                                                     | 1 – 2                                                                       | Germania Est                                                                | Amichevole                                                                  | -                                                                           |                                                                             |
| 19-2-1986                                                                   | Braga                                                                       | Portogallo                                                                  | 1 – 3                                                                       | Germania Est                                                                | Amichevole                                                                  | -                                                                           |                                                                             |
| 12-3-1986                                                                   | Lipsia                                                                      | Germania Est                                                                | 0 – 1                                                                       | Paesi Bassi                                                                 | Amichevole                                                                  | -                                                                           |                                                                             |
| 26-3-1986                                                                   | Amarousio                                                                   | Grecia                                                                      | 2 – 0                                                                       | Germania Est                                                                | Amichevole                                                                  | -                                                                           |                                                                             |
| 8-4-1986                                                                    | Goiânia                                                                     | Brasile                                                                     | 3 – 0                                                                       | Germania Est                                                                | Amichevole                                                                  | -                                                                           |                                                                             |
| 23-4-1986                                                                   | Nitra                                                                       | Cecoslovacchia                                                              | 2 – 0                                                                       | Germania Est                                                                | Amichevole                                                                  | -                                                                           |                                                                             |
| 20-8-1986                                                                   | Lahti                                                                       | Finlandia                                                                   | 1 – 0                                                                       | Germania Est                                                                | Amichevole                                                                  | -                                                                           |                                                                             |
| 10-9-1986                                                                   | Lipsia                                                                      | Germania Est                                                                | 0 – 1                                                                       | Danimarca                                                                   | Amichevole                                                                  | -                                                                           |                                                                             |
| 24-9-1986                                                                   | Oslo                                                                        | Norvegia                                                                    | 0 – 0                                                                       | Germania Est                                                                | Qual. Euro 1988                                                             | -                                                                           |                                                                             |
| 29-10-1986                                                                  | Karl-Marx Stadt                                                             | Germania Est                                                                | 2 – 0                                                                       | Islanda                                                                     | Qual. Euro 1988                                                             | -                                                                           |                                                                             |
| 19-11-1986                                                                  | Lipsia                                                                      | Germania Est                                                                | 0 – 0                                                                       | Francia                                                                     | Qual. Euro 1988                                                             | -                                                                           |                                                                             |
| 25-3-1987                                                                   | Istanbul                                                                    | Turchia                                                                     | 3 – 1                                                                       | Germania Est                                                                | Amichevole                                                                  | -                                                                           |                                                                             |
| 29-4-1987                                                                   | Kiev                                                                        | Unione Sovietica                                                            | 2 – 0                                                                       | Germania Est                                                                | Qual. Euro 1988                                                             | -                                                                           |                                                                             |
| 23-5-1987                                                                   | Brandenburg an der Havel                                                    | Germania Est                                                                | 2 – 0                                                                       | Cecoslovacchia                                                              | Amichevole                                                                  | -                                                                           |                                                                             |
| 3-6-1987                                                                    | Reykjavík                                                                   | Islanda                                                                     | 0 – 6                                                                       | Germania Est                                                                | Qual. Euro 1988                                                             | -                                                                           |                                                                             |
| 28-7-1987                                                                   | Lipsia                                                                      | Germania Est                                                                | 0 – 0                                                                       | Ungheria                                                                    | Amichevole                                                                  | -                                                                           |                                                                             |
| 19-8-1987                                                                   | Lubin                                                                       | Polonia                                                                     | 2 – 0                                                                       | Germania Est                                                                | Amichevole                                                                  | -                                                                           |                                                                             |
| 23-9-1987                                                                   | Gera                                                                        | Germania Est                                                                | 2 – 0                                                                       | Tunisia                                                                     | Amichevole                                                                  | -                                                                           |                                                                             |
| 10-10-1987                                                                  | Berlino Est                                                                 | Germania Est                                                                | 1 – 1                                                                       | Unione Sovietica                                                            | Qual. Euro 1988                                                             | -                                                                           |                                                                             |
| 28-10-1987                                                                  | Magdeburgo                                                                  | Germania Est                                                                | 3 – 0                                                                       | Norvegia                                                                    | Qual. Euro 1988                                                             | -                                                                           |                                                                             |
| 18-11-1987                                                                  | Parigi                                                                      | Francia                                                                     | 0 – 1                                                                       | Germania Est                                                                | Qual. Euro 1988                                                             | -                                                                           |                                                                             |
| 27-1-1988                                                                   | Valencia                                                                    | Spagna                                                                      | 0 – 0                                                                       | Germania Est                                                                | Amichevole                                                                  | -                                                                           |                                                                             |
| 2-3-1988                                                                    | Mohammedia                                                                  | Marocco                                                                     | 2 – 1                                                                       | Germania Est                                                                | Amichevole                                                                  | -                                                                           |                                                                             |
| 30-3-1988                                                                   | Halle                                                                       | Germania Est                                                                | 3 – 3                                                                       | Romania                                                                     | Amichevole                                                                  | -                                                                           |                                                                             |
| 13-4-1988                                                                   | Burgas                                                                      | Bulgaria                                                                    | 1 – 1                                                                       | Germania Est                                                                | Amichevole                                                                  | -                                                                           |                                                                             |
| 31-8-1988                                                                   | Berlino Est                                                                 | Germania Est                                                                | 1 – 0                                                                       | Grecia                                                                      | Amichevole                                                                  | -                                                                           |                                                                             |
| 21-9-1988                                                                   | Cottbus                                                                     | Germania Est                                                                | 1 – 2                                                                       | Polonia                                                                     | Amichevole                                                                  | -                                                                           |                                                                             |
| 19-10-1988                                                                  | Berlino Est                                                                 | Germania Est                                                                | 2 – 0                                                                       | Islanda                                                                     | Qual. Mondiali 1990                                                         | -                                                                           |                                                                             |
| 30-11-1988                                                                  | Istanbul                                                                    | Turchia                                                                     | 3 – 1                                                                       | Germania Est                                                                | Qual. Mondiali 1990                                                         | -                                                                           |                                                                             |
| 13-2-1989                                                                   | Il Cairo                                                                    | Egitto                                                                      | 0 – 4                                                                       | Germania Est                                                                | Amichevole                                                                  | -                                                                           |                                                                             |
| 8-3-1989                                                                    | Amarousio                                                                   | Grecia                                                                      | 3 – 2                                                                       | Germania Est                                                                | Amichevole                                                                  | -                                                                           |                                                                             |
| 22-3-1989                                                                   | Dresda                                                                      | Germania Est                                                                | 1 – 1                                                                       | Finlandia                                                                   | Amichevole                                                                  | -                                                                           |                                                                             |
| 12-4-1989                                                                   | Magdeburgo                                                                  | Germania Est                                                                | 0 – 2                                                                       | Turchia                                                                     | Qual. Mondiali 1990                                                         | -                                                                           |                                                                             |
| 26-4-1989                                                                   | Kiev                                                                        | Unione Sovietica                                                            | 3 – 0                                                                       | Germania Est                                                                | Qual. Mondiali 1990                                                         | -                                                                           |                                                                             |
| 20-5-1989                                                                   | Lipsia                                                                      | Germania Est                                                                | 1 – 1                                                                       | Austria                                                                     | Qual. Mondiali 1990                                                         | -                                                                           |                                                                             |
| 23-8-1989                                                                   | Erfurt                                                                      | Germania Est                                                                | 1 – 1                                                                       | Bulgaria                                                                    | Amichevole                                                                  | -                                                                           |                                                                             |
| 26-9-1989                                                                   | Lipsia                                                                      | Islanda                                                                     | 0 – 3                                                                       | Germania Est                                                                | Qual. Mondiali 1990                                                         | -                                                                           |                                                                             |
| 8-10-1989                                                                   | Karl-Marx Stadt                                                             | Germania Est                                                                | 2 – 1                                                                       | Unione Sovietica                                                            | Qual. Mondiali 1990                                                         | -                                                                           |                                                                             |
| 25-10-1989                                                                  | Ta' Qali                                                                    | Malta                                                                       | 0 – 4                                                                       | Germania Est                                                                | Amichevole                                                                  | -                                                                           |                                                                             |
| 15-11-1989                                                                  | Vienna                                                                      | Austria                                                                     | 3 – 0                                                                       | Germania Est                                                                | Qual. Mondiali 1990                                                         | -                                                                           |                                                                             |
| 24-1-1990                                                                   | Adiliya                                                                     | Francia                                                                     | 3 – 0                                                                       | Germania Est                                                                | Amichevole                                                                  | -                                                                           |                                                                             |
| 26-1-1990                                                                   | Adiliya                                                                     | Kuwait                                                                      | 1 – 2                                                                       | Germania Est                                                                | Amichevole                                                                  | -                                                                           |                                                                             |
| 28-3-1990                                                                   | Berlino Est                                                                 | Germania Est                                                                | 3 – 2                                                                       | Stati Uniti                                                                 | Amichevole                                                                  | -                                                                           |                                                                             |
| 11-4-1990                                                                   | Karl-Marx Stadt                                                             | Germania Est                                                                | 2 – 0                                                                       | Egitto                                                                      | Amichevole                                                                  | -                                                                           |                                                                             |
| 25-4-1990                                                                   | Glasgow                                                                     | Scozia                                                                      | 0 – 1                                                                       | Germania Est                                                                | Amichevole                                                                  | -                                                                           |                                                                             |
| 13-5-1990                                                                   | Rio de Janeiro                                                              | Brasile                                                                     | 3 – 3                                                                       | Germania Est                                                                | Amichevole                                                                  | -                                                                           |                                                                             |
| 12-9-1990                                                                   | Anderlecht                                                                  | Belgio                                                                      | 0 – 2                                                                       | Germania Est                                                                | Amichevole                                                                  | -                                                                           |                                                                             |
| Totale                                                                      |                                                                             | Presenze                                                                    | 265                                                                         |                                                                             | Reti                                                                        |                                                                             |                                                                             |